# Anne Boonchuy
 (mai 2023).
La mise en forme du texte ne suit pas les recommandations de Wikipédia : il faut le « wikifier ».
Les points d'amélioration suivants sont les cas les plus fréquents. Le détail des points à revoir est peut-être précisé sur la page de discussion.
- Les titres sont pré-formatés par le logiciel. Ils ne sont ni en capitales, ni en gras.
- Le texte ne doit pas être écrit en capitales (les noms de famille non plus), ni en gras, ni en italique, ni en « petit »…
- Le gras n'est utilisé que pour surligner le titre de l'article dans l'introduction, une seule fois.
- L'italique est rarement utilisé : mots en langue étrangère, titres d'œuvres, noms de bateaux, etc.
- Les citations ne sont pas en italique mais en corps de texte normal. Elles sont entourées par des guillemets français : « et ».
- Les listes à puces sont à éviter, des paragraphes rédigés étant largement préférés. Les tableaux sont à réserver à la présentation de données structurées (résultats, etc.).
- Les appels de note de bas de page (petits chiffres en exposant, introduits par l'outil «  Source ») sont à placer entre la fin de phrase et le point final[comme ça].
- Les liens internes (vers d'autres articles de Wikipédia) sont à choisir avec parcimonie. Créez des liens vers des articles approfondissant le sujet. Les termes génériques sans rapport avec le sujet sont à éviter, ainsi que les répétitions de liens vers un même terme.
- Les liens externes sont à placer uniquement dans une section « Liens externes », à la fin de l'article. Ces liens sont à choisir avec parcimonie suivant les règles définies. Si un lien sert de source à l'article, son insertion dans le texte est à faire par les notes de bas de page.
- La présentation des références doit suivre les conventions bibliographiques. Il est recommandé d'utiliser les modèles {{Ouvrage}}, {{Chapitre}}, {{Article}}, {{Lien web}} et/ou {{Bibliographie}}. Le mode d'édition visuel peut mettre en forme automatiquement les références.
- Insérer une infobox (cadre d'informations à droite) n'est pas obligatoire pour parachever la mise en page.

Pour une aide détaillée, merci de consulter Aide:Wikification.
Si vous pensez que ces points ont été résolus, vous pouvez retirer ce bandeau et améliorer la mise en forme d'un autre article.
 (mai 2023).
Le contenu est difficilement compréhensible vu les erreurs de traduction, qui sont peut-être dues à l'utilisation d'un logiciel de traduction automatique.
Anne Savisa Boonchuy ( /s ɑː ˈ v iː s ɑː ˈ b uː n tʃ ɔɪ / sah-VEE-sah BOON-choy ; Thai : แอนน์ สาวิสา บุญช่วย) est le principal protagoniste de la série animée Disney Channel Amphibia, créée par Matt Braly . Elle est exprimée par Brenda Song. Le personnage a fait ses débuts dans le pilote, " Anne or Beast? " et a fait sa dernière apparition dans la finale de la série, " The Hardest Thing ". Anne est une adolescente thaïlandaise-américaine qui, à l'occasion de son 13e anniversaire, est déplacée par magie vers Amphibia aux côtés de ses amis Sasha et Marcy par une mystérieuse boîte à musique connue sous le nom de Calamity Box. À son arrivée, une famille anthropomorphe de grenouilles appelée les Plantars la trouve et au fil du temps, ils forment un lien. Elle est également découverte par la ville de Wartwood qui l'a laissée rester avec eux à contrecœur.
Anne a été bien accueillie par les critiques, qui ont loué son personnage, la performance de Song et son évolution à l'âge adulte à travers la série,,,.

## Création

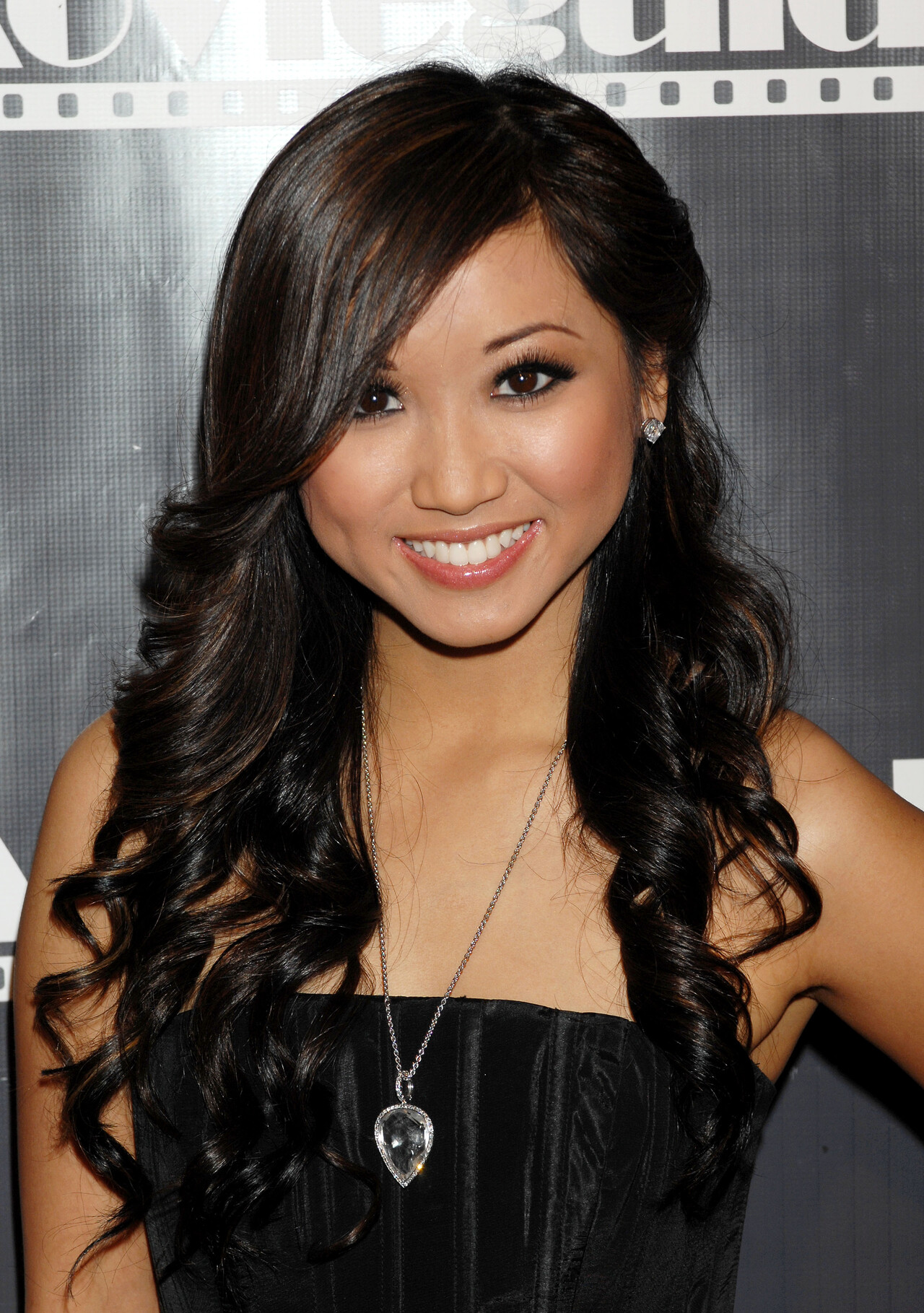
Brenda Song a interprété Anne dans la série

Selon Matt Braly, il voulait qu'Anne ait un arc similaire au personnage de Gravity Falls, Pacifica Northwest, car il estimait que "faire changer ce personnage si radicalement était si gratifiant, et c'est pourquoi [il] savait [qu'il] voulait [sa] propre émission pour avoir aussi une partie de cet élément". Anne, ainsi que ses meilleures amies, Sasha et Marcy, avaient à l'origine quinze ans parce qu'elles voulaient que la série ait une sensation de lycée, mais étaient âgées jusqu'à treize ans afin de plaire à la cible démographique de la série; pour cette raison, le trio réalise souvent des actions plus proches des lycéens, comme conduire et avoir des emplois à temps partiel. Matt Braly a révélé sur une AMA que le design d'Anne était légèrement influencé par Pepper Ann, car Braly était fan de la série.
Les premiers concepts artistiques de James Turner dépeignaient Anne avec un teint plus clair, des cheveux bleus et des vêtements décontractés dès le début. Plus tard, l'art conceptuel de Joe Sparrow a montré qu'Anne allait avoir une coiffure beaucoup plus rugueuse et avoir une personnalité plus ennuyeuse sur Terre. Il a également été montré qu'elle portait de nombreux styles de vêtements, y compris une veste SJMS et une chemise plus longue.[réf. nécessaire] Dans le pilote de l'émission, Amphibiland, Anne allait à l'origine porter ses deux chaussures (l'autre étant cassée) lorsqu'elle était transportée à Amphibia.[réf. nécessaire] Le caractère original d'Anne a été à l'origine envisagé en tant qu'étant une personne ennuyeuse sur terre, avant d'être réinventé par l'équipage.[réf. nécessaire]
Le 27 mars 2019, il a été révélé que Brenda Song jouerait dans la série en tant que voix d'Anne. Selon Braly, Song a improvisé plusieurs blagues pendant l'enregistrement.

## Personnage

### Conception
Anne est une grande fille mince d'origine thaïlandaise. Elle a la peau bronzée et les cheveux bruns courts et en désordre qui, avant de venir à Amphibia, avaient relativement la même apparence. Il y a des feuilles et une brindille qui dépassent sur le dessus, signe qu'elle y vit depuis si longtemps. Après son retour sur Terre, elle s'est débarrassée de toutes les feuilles et brindilles, mais a obtenu de nouvelles feuilles et brindilles peu de temps après son retour à Amphibia.
Anne porte généralement son uniforme scolaire composé d'une jupe et d'un maillot de corps mauve et d'une chemise bleu-gris clair avec les armoiries de son école dessus. Elle porte des chaussettes blanches, mais une seule basket jaune et blanche, ayant perdu l'autre quelque temps avant de rencontrer les Plantars; l'autre sneaker est maintenant en possession du capitaine Grime.

### Personnalité
Anne est décrite comme intrépide, égocentrique et rebelle, comme le montre le deuxième segment du premier épisode, où elle et Sprig défient les ordres de Hop Pop de rester sur place et d'aller à la place au lac pour nager. Anne se révèle avoir un côté loufoque; un bon exemple est ses interactions avec Sprig et toute autre personne dont elle est vraiment proche. Elle est également très énergique, ce qui l'a amenée à la fois dans et hors des ennuis. Anne a commencé comme une fille un peu vaniteuse qui a néanmoins embrassé ses racines ethniques. Anne est une passionnée de la culture pop avec un amour pour les films et les émissions de télévision pour jeunes adultes. Comme la plupart des adolescents, Anne est obsédée par son téléphone, regardant souvent des émissions et jouant à des jeux dessus. Malgré son insouciance, Anne est souvent de bon conseil. Cela se voit à la fois dans "Grubhog Day", où elle conseille à Sprig de dire à Hop Pop qu'il ne veut pas s'occuper du grubhog, et "Cursed!", Où elle dit à Sprig de simplement rompre ses fiançailles avec Maddie en raison de sa peur d'elle.
Au cours de la première saison, Anne affiche des épisodes de mal du pays et imprime ses passe-temps sur les Plantars, comme son amour de la pizza, son chat Domino, ses habitudes télévisées, son obsession pour les couples, ses capacités de restauratrice et ses prouesses de danseuse.
Selon Matt Braly, Anne lit des mangas, "[probablement vu] des anime ", et a regardé Le Seigneur des Anneaux. Ceci est encore étayé dans l'épisode "Voyage aux archives", où Anne crie "Zoobooks et manga, j'arrive!" .

### Représentation thaïlandaise
Anne est surtout connue pour être la première tête d'affiche thaïlandaise-américaine d'une émission d'animation. Braly, qui est également thaï-américain, a choisi de faire d'elle un thaï-américain parce qu'il voulait plus de personnages thaïlandais dans les séries télévisées. Selon Braly, Anne s'est vaguement inspirée de sa grand-mère quand elle était jeune. Il a décrit Anne étant thaï-américaine comme "une priorité numéro un", car il voulait que les enfants thaï-américains se voient reflétés à la télévision. La saison 3, qui se déroule sur Terre, approfondit l'héritage thaïlandais d'Anne, y compris un épisode se déroulant dans un temple Wat Thai à Los Angeles. Braly a décrit la représentation du temple dans l'épisode comme "assez précise", car il est important pour lui de représenter avec précision la culture thaïlandaise.
Le nom de famille d'Anne, Boonchuy (thaï : บุญช่วย), se traduit approximativement par « celui qui encourage ou accomplit de bonnes actions » en thaï. Cela correspond à son personnage car elle essaie toujours d'aider les habitants de Wartwood et de s'améliorer. Son deuxième prénom, Savisa, porte le nom du cousin de Braly, Savisa Bhumiratana.

## Biographie du personnage fictif

### Arrière-plan
Anne vivait avec ses parents à Los Angeles, en Californie et était la meilleure amie de deux filles nommées Sasha Waybright et Marcy Wu. À son 13e anniversaire, elle subit la pression de ses pairs pour voler une mystérieuse boîte à musique qui la transporte comme par magie, elle et ses amis, Sasha et Marcy, dans le monde d'Amphibia, une île tropicale de marais sauvage pleine d'amphibiens anthropomorphes et de créatures menaçantes, où ils sont séparés. de chacun d'eux.

### Saison 1
Après avoir vécu dans la jungle pendant deux semaines, elle est retrouvée par Sprig Plantar et se lie rapidement d'amitié avec lui. Elle est découverte par le reste des Plantars et la ville de Wartwood qui la laissent à contrecoeur rester avec eux. Bien que légèrement angoissée par les Plantars au début, elle se rend compte qu'ils veulent prendre soin d'elle et fait de son mieux pour leur plaire, en particulier Sprig avec qui elle a beaucoup en commun. Elle vit dans leur sous-sol qui est sujet aux inondations. Au fil du temps, Anne grandit pour aimer la famille comme la sienne et ne souhaite pas qu'il leur arrive de mal,. Alors que les citoyens de Wartwood se moquent ouvertement d'elle au début, ils se réchauffent lentement et l'acceptent comme l'une des eux après qu'elle les protège des crapauds collecteurs de dettes que le maire avait trompés Après que les citoyens de Wartwood aient organisé une fête pour elle, Anne retrouve Sasha qui, selon elle, est de mèche avec les Toad Warriors. Anne finit par se rendre compte que Sasha l'avait manipulée tout au long de leur amitié et est obligée de la combattre. Ils se séparent par la suite, Anne devenant désemparée de la perdre mais promettant d'arranger les choses avec elle à l'avenir.

### Saison 2
Anne et les Plantars quittent Wartwood pour trouver des réponses sur la façon dont Anne est venue à Amphibia et comment elle peut revenir. Ils arrivent à Newtopia où Anne retrouve Marcy avec bonheur. Elle la protégeait initialement en raison de sa maladresse, mais a maintenant accepté qu'elle puisse prendre soin d'elle-même. Anne se révèle être légèrement jalouse de l'intelligence de Marcy mais s'est rendu compte qu'elle était meilleure pour être socialement interactive qu'elle. Pendant son séjour à Newtopia, Anne se rend compte que sa mère lui manque le plus et qu'elle voudrait être avec elle plus que tout au monde. Avec Marcy, ils en viennent à accepter que bien qu'elle se soucie vraiment d'eux, Sasha les a toujours méprisés dans une certaine mesure. Cependant, ils la récupéreront malgré tout. En découvrant que la Calamity Box a perdu son pouvoir et doit être rechargée (elle a été laissée à Wartwood), Anne devient solennelle en quittant les Plantars, et en voyant cela, Marcy la laisse revenir avec eux afin qu'ils puissent récupérer la boîte. ensemble et rendez-vous au premier temple. De retour à Wartwood, Anne révèle qu'elle est une pratiquante de Muay Thai, en raison de l'insistance de sa mère. [24] Elle découvre que Hop Pop lui a menti à propos de la Calamity Box et se met en colère. Lorsqu'elle apprend que les craintes de Hop Pop sont liées à la mort des parents de Sprig et Polly, elle lui pardonne, mais admet qu'elle a besoin de temps pour elle-même. Plus tard, elle termine avec succès le deuxième temple en admettant non seulement être malhonnête, comme avoir menti sur le vol de la Calamity Box, mais aussi en prouvant son courage face au danger. Cependant, elle ne charge que partiellement sa gemme car la teinte bleue de ses yeux n'a pas été complètement filtrée et sa gemme commence à scintiller. Ensuite, elle retrouve Sasha, bien qu'elle accepte à contrecœur son aide avec le troisième temple.
Quand Anne découvre les véritables intentions d'Andrias avec la Calamity Box, elle devient déterminée à l'arrêter et libère son énergie bleue inerte qui lui permet de riposter. Elle rentre chez elle à Los Angeles, avec les Plantars et le chef de Frobo.

### Saison trois
Anne est heureusement réunie avec ses parents et les présente aux Plantars. Ses parents notent qu'elle a considérablement mûri et montre une meilleure appréciation pour les choses qu'ils font pour elle. Elle change même de tenue à son retour sur Terre. En essayant de repousser un Cloak-Bot qui a été envoyé après elle par Andrias, Anne se rend compte qu'elle a toujours l'énergie de la gemme bleue en elle, bien qu'elle ait décidé de dissuader de l'utiliser, car cela la fatigue. Elle finit par dire clairement à ses parents pourquoi et comment elle est revenue et pendant qu'ils sont en colère contre elle pour leur avoir caché des informations, mais ils se rendent compte qu'elle essayait de les protéger, eux et les Plantars. Dans " Froggy Little Christmas ", Anne écrit anonymement une lettre aux parents de Marcy et Sasha promettant de les ramener à la maison en toute sécurité.
Après avoir enfilé une tenue similaire à celle qu'elle portait lors de son arrivée à Amphibia, Anne finit par faire la paix avec le fait qu'elle quittera à nouveau ses parents pour retourner à Amphibia. À son retour, elle et les Plantars trouvent Amphibia en ruines. Elle retrouve joyeusement Sasha. Malgré son insistance à reprendre la résistance contre Andrias, Anne révèle qu'elle a maintenant confiance en elle pour faire ce qu'il faut. Elle aide à démolir l'une des usines. Par la suite, on a remarqué qu'une de ses chaussures avait été perdue lors d'un incident antérieur avec une fosse de sable mouvant. Anne accepte plus tard le fait qu'elle et Sasha ont peut-être directement influencé les actions de Marcy qui les ont envoyés à Amphibia, mais apprend à lui pardonner comme elle l'avait fait pour Sasha et Hop Pop. Sachant enfin qui elle est et ce qu'elle veut faire, Anne combat Andrias et le bat tout en libérant Marcy. Elle retourne à Amphibia pour annoncer la victoire de la Résistance, seulement pour voir la lune tomber vers eux.
Réalisant que la lune tombe à cause du noyau, Anne, Sasha et Marcy sont imprégnées des pouvoirs de gemme pour la repousser. Incapable de le faire, Anne absorbe tous les pouvoirs des gemmes et détruit la lune et le noyau, mais perd sa vie dans le processus. Elle rencontre le Gem Guardian qui lui propose de la remplacer en tant que nouveau gardien, mais elle refuse car elle est encore adolescente et n'a pas la sagesse de veiller sur l'univers. L'entité accepte et fait revivre Anne où elle retrouve joyeusement ses amis. Elle a un dernier au revoir avec les Plantars avant de rentrer chez elle aux côtés de Sasha et Marcy. Dix ans plus tard, Anne est devenue herpétologue et travaille à l'Aquarium du Pacifique où elle s'occupe d'une grenouille nommée Sprig.

## Réception
Le personnage d'Anne a reçu un accueil très positif de la part des deux critiques. Pio Nepomuceno de ScreenRant l'a décrite comme une "adolescente gentille mais irresponsable qui était désireuse de faire plaisir à ses amis même à ses propres frais". Dave Trumbore de Collider avait également fait l'éloge d'Anne. Cependant, il avait également trouvé que son amitié avec Sprig était "un peu précipitée".

## D'autres média
Une image d'Anne peut être vue dans l'épisode " King's Tide " de The Owl House à la fin lorsque Camila Noceda cuisine avec sa tablette ouverte sur un article qui dit "Girl Lost in Frog Land? ? HOAX ?" - un œuf de Pâques indiquant un univers fictif partagé.
Elle apparaîtra plus tard sous forme de Chibi dans la série animée basée sur les courts métrages "Chibi Tiny Tales", Chibiverse.